# Aimee Bender
Pour les articles homonymes, voir Bender.
Aimee Bender, née le 28 juin 1969 à Los Angeles en Californie, est une écrivaine américaine.

## Biographie
Née dans une famille juive, elle fait des études supérieures et obtient un bachelor (licence) à l'université de Californie à San Diego, puis un Master of Fine Arts en écriture créative à l'université de Californie à Irvine.
Elle enseigne ensuite à l'université de Californie à Los Angeles et participe à l'atelier de théâtre à but non lucratif The Imagination Workshop, aidant des personnes mentalement déficientes à écrire, diriger et jouer leurs propres créations théâtrales. Elle obtient ultérieurement un poste de professeur d'écriture créative à l'université du Sud de la Californie. 
Son œuvre littéraire est influencée par Oscar Wilde, Hans Christian Andersen, les Frères Grimm et Anne Sexton.

## Œuvres

### Romans
- L'Ombre de moi-même, l'Olivier, 2001 ((en) An Invisible Sign of My Own, Doubleday, 2000), trad. Agnès Desarthe, 298 p.  (ISBN 978-2-879-29298-4)
- La Singulière Tristesse du gâteau au citron, l'Olivier, 2013 ((en) The Particular Sadness of Lemon Cake, Doubleday, 2010), trad. Céline Leroy, 343 p.  (ISBN 978-2-879-29780-4)
- Un papillon, un scarabée, une rose, L'Olivier, 2021 ((en) The Butterfly Lampshade, Doubleday, 2020), trad. Céline Leroy, 352 p.  (ISBN 978-2823616842)

### Recueils de nouvelles
- La Fille en jupe inflammable, l'Olivier, 2000 ((en) The Girl in the Flammable Skirt, Doubleday, 1998), trad. Michel Lederer, 235 p.  (ISBN 978-2-879-29222-9)
- Des créatures obstinées, l'Olivier, 2007 ((en) Willful Creatures, Doubleday, 2005), trad. Agnès Desarthe, 192 p.  (ISBN 978-2-879-29508-4)
- (en) The Color Master, 2013